# 天主教賈朗達爾教區
天主教賈朗達爾教區 （拉丁語：Dioecesis Ialpaiguriensis）是羅馬天主教的一個教區，位於印度旁遮普邦賈朗達爾。範圍包括喜馬偕爾邦及旁遮普邦的一部分。受德里總教區管轄。
1952年1月17日自拉合爾教區分出，返立宗座監牧區。1971年12月6日升為教區。目前主教之位懸空。2006年有103個堂區、109,922教友、106名司鐸。